# BASIC A+
El BASIC A+ fue desarrollado por OSS {en inglés: Optimized Systems Software= Sistemas de Software Optimizado} de Cupertino, California, EE. UU., para proporcionar a la familia Atari de 8 bits (400/800/XL/XE) con un lenguaje BASIC extendido, que era compatible, pero más rápido que el Atari BASIC original que venía en ROM.
El Atari BASIC ocupaba solo 8 KB de ROM, en cambio el BASIC A+ era distribuido en un disquete, y ocupaba 15 KB de memoria RAM del ordenador, dejando 23 KB disponibles para los programas del usuario en un Atari 800 con 48 KB de RAM. En 1983, el BASIC A+ se ofrecía a $80 (dólares norteamericanos), en conjunto con OS/A+ un DOS mejorado, y EASMD (editor/ensamblador). Por tratarse de una extensión del Atari BASIC, la documentación era solo un suplemento del manual de referencia de este último. Además de ser más rápido que su contraparte en ROM, el BASIC A+ proporcionaba una serie de comandos adicionales para las operaciones de DOS, gráficos de jugador/proyectil {ingles: player/missile}, y para la depuración de programas.